# Josh Doan
Joshua Thomas Doan (* 1. února 2002 Scottsdale) je profesionální americký hokejový útočník momentálně působící v klubu Utah Mammoth v severoamerické NHL. V roce 2021 byl draftován Arizonou ve druhém kole jako 37. celkově. V roce 2025 získal s americkou reprezentací titul mistrů světa. Je synem bývalého kanadského hokejisty Shanea Doana.

## Statistiky

### Klubové statistiky
| Sezóna      | Klub                     | Soutěž      |    | Základní část | Základní část | Základní část | Základní část | Základní část |   | Play off | Play off | Play off | Play off | Play off |
| Sezóna      | Klub                     | Soutěž      | Z  | G             | A             | B             | TM            | Z             | G | A        | B        | TM       |          |          |
| 2019–20     | Chicago Steel            | USHL        | 45 | 5             | 9             | 14            | 8             | —             | — | —        | —        | —        |          |          |
| 2020–21     | Chicago Steel            | USHL        | 53 | 31            | 39            | 70            | 45            | 8             | 2 | 3        | 5        | 4        |          |          |
| 2021–22     | Arizona State University | NCAA        | 35 | 12            | 25            | 37            | 54            | —             | — | —        | —        | —        |          |          |
| 2022–23     | Arizona State University | NCAA        | 39 | 16            | 22            | 38            | 18            | —             | — | —        | —        | —        |          |          |
| 2022–23     | Tucson Roadrunners       | AHL         | 14 | 3             | 3             | 6             | 0             | 3             | 0 | 1        | 1        | 4        |          |          |
| 2023–24     | Tucson Roadrunners       | AHL         | 62 | 26            | 20            | 46            | 32            | 2             | 0 | 0        | 0        | 0        |          |          |
| 2023–24     | Arizona Coyotes          | NHL         | 11 | 5             | 4             | 9             | 0             | —             | — | —        | —        | —        |          |          |
| 2024–25     | Utah Hockey Club         | NHL         | 51 | 7             | 12            | 19            | 8             | —             | — | —        | —        | —        |          |          |
| 2024–25     | Tucson Roadrunners       | AHL         | 28 | 11            | 15            | 26            | 22            | —             | — | —        | —        | —        |          |          |
| NHL celkově | NHL celkově              | NHL celkově | 62 | 12            | 16            | 28            | 8             | —             | — | —        | —        | —        |          |          |

### Reprezentační statistiky
| Rok                       | Tým                       | Soutěž                    | Z | G | A | B | TM |
| ------------------------- | ------------------------- | ------------------------- | - | - | - | - | -- |
| 2025                      | USA                       | MS                        | 9 | 1 | 0 | 1 | 0  |
| Seniorská kariéra celkově | Seniorská kariéra celkově | Seniorská kariéra celkově | 9 | 1 | 0 | 1 | 0  |